# Premio Magritte per il miglior film straniero in coproduzione
Il Premio Magritte per il miglior film straniero in coproduzione (Magritte du meilleur film étranger en coproduction) è un premio cinematografico assegnato annualmente dall'Académie André Delvaux ad un film straniero che abbia una partecipazione produttiva minoritaria del Belgio, uscito nelle sale nel corso dell'anno precedente.

## Vincitori e candidati
I vincitori sono indicati in grassetto, a seguire gli altri candidati.

### Anni 2011-2019
Solo per l'edizione 2011 con la descrizione Migliore coproduzione
- 2011: - Il mio amico Eric (Looking for Eric), regia di Ken Loach
  - Altiplano, regia di Peter Brosens e Jessica Woodworth
  - Il concerto (Le Concert), regia di Radu Mihăileanu
  - My Queen Karo, regia di Dorothée Van Den Berghe
- 2012: - Emotivi anonimi (Les émotifs anonymes), regia di Jean-Pierre Améris
  - Un homme qui crie, regia di Mahamat Saleh Haroun
  - Potiche - La bella statuina (Potiche), regia di François Ozon
  - L'altra verità (Route Irish), regia di Ken Loach
- 2013: - Il ministro - L'esercizio dello Stato (L'Exercice de l'État), regia di Pierre Schoeller
  - Un sapore di ruggine e ossa (De rouille et d'os), regia di Jacques Audiard
  - La parte degli angeli (The Angels' Share), regia di Ken Loach
  - Un insolito naufrago nell'inquieto mare d'oriente (Le Cochon de Gaza), regia di Sylvain Estibal
- 2014: - La vita di Adele - Capitolo 1 & 2 (La vie d'Adèle: Chapitres 1 & 2), regia di Abdellatif Kechiche
  - La religiosa (La religieuse), regia di Guillaume Nicloux
  - Les Chevaux de Dieu, regia di Nabil Ayouch
  - Tutti pazzi per Rose (Populaire), regia di Régis Roinsard
- 2015: - Minuscule - La valle delle formiche perdute (Minuscule - La vallée des fourmis perdues), regia di Thomas Szabo e Hélène Giraud
  - Io faccio il morto (Je fais le mort), regia di Jean-Paul Salomé
  - Una promessa (Une promesse), regia di Patrice Leconte
  - Violette, regia di Martin Provost
- 2016: - La famiglia Bélier (La Famille Bélier), regia di Éric Lartigau
  - La canzone del mare (Song of the Sea), regia di Tomm Moore
  - Marguerite, regia di Xavier Giannoli
  - Ni le ciel ni la terre, regia di Clément Cogitore
- 2017: - La tartaruga rossa (La tortue rouge), regia di Michaël Dudok de Wit
  - Appena apro gli occhi - Canto per la libertà (À peine j'ouvre les yeux), regia di Leyla Bouzid
  - Éternité, regia di Anh Hung Tran
  - Les Cowboys, regia di Thomas Bidegain
- 2018: - Raw - Una cruda verità (Grave), regia di Julia Ducournau
  - Un padre, una figlia (Bacalaureat), regia di Cristian Mungiu
  - Loveless (Neljubov'), regia di Andrej Zvjagincev
  - Io, Daniel Blake (I, Daniel Blake), regia di Ken Loach
- 2019: - L'uomo che uccise Don Chisciotte (The Man Who Killed Don Quixote), regia di Terry Gilliam
  - Morto Stalin, se ne fa un altro (The Death of Stalin), regia di Armando Iannucci
  - Nico, 1988, regia di Susanna Nicchiarelli
  - The Happy Prince - L'ultimo ritratto di Oscar Wilde (The Happy Prince), regia di Rupert Everett

### Anni 2020-2029
- 2020: - Sorry We Missed You, regia di Ken Loach
  - Atlantique, regia di Mati Diop
  - I fratelli Sisters (The Sisters Brothers), regia di Jacques Audiard
  - Tutti pazzi a Tel Aviv (Tel Aviv on Fire), regia di Sameh Zoabi
- 2021: sospeso a causa della Pandemia di COVID-19 in Belgio
- 2022: Titane, regia di Julia Ducournau
  - Adam, regia di Maryam Touzani
  - Onoda - 10.000 notti nella giungla (Onoda, 10 000 nuits dans la jungle), regia di Arthur Harari
  - L'uomo che vendette la sua pelle (The Man Who Sold His Skin), regia di Kaouther Ben Hania
- 2023: La notte del 12 (La Nuit du 12), regia di Dominik Moll
  - À l'ombre des filles, regia di Étienne Comar
  - Clara Sola, regia di Nathalie Álvarez Mesén
  - La doppia vita di Madeleine Collins (Madeleine Collins), regia di Antoine Barraud
  - Anna Frank e il diario segreto (Where Is Anne Frank), regia di Ari Folman
- 2024: Vincent deve morire (Vincent doit mourir), regia di Stéphan Castang
  - Il caftano blu (Le Bleu du caftan), regia di Maryam Touzani
  - Manodopera (Interdit aux chiens et aux Italiens), regia di Alain Ughetto
  - Ritorno a Seoul (Retour à Séoul), regia di Davy Chou
- 2025: Il dono più prezioso (La Plus Précieuse des marchandises), regia di Michel Hazanavicius
  - Animale, regia di Emma Benestan
  - Io capitano, regia di Matteo Garrone
  - Sauvages, regia di Claude Barras